# شاه إسماعيل خطائي (مترو باكو)
شاه إسماعيل خطائي (بالأذرية: Şah İsmail Xətai) هي إحدى محطات مترو باكو. افتُتِحت في 22 فبراير 1968. كانت تسمى سابقًا شاوميان ثم سميت على اسم الشاه إسماعيل الأول خطائي.